# خوزه آنتونیو سارو
خوزه آنتونیو سارو (انگلیسی: José Antonio Saro؛ زادهٔ ۱۰ ژانویهٔ ۱۹۳۸) بازیکن فوتبال اهل اسپانیا است.
از باشگاه‌هایی که در آن بازی کرده‌است می‌توان به باشگاه فوتبال سلتاویگو و باشگاه فوتبال رئال مورسیا اشاره کرد.